# Ichijō Norifusa
Ichijō Norifusa (一条 教房?   1423 – 6 de noviembre de 1480) fue un kugyō (cortesano japonés de clase alta) que vivió durante la era Muromachi. Fue miembro de la familia Ichijō (derivada del clan Fujiwara) e hijo de Ichijō Kaneyoshi.

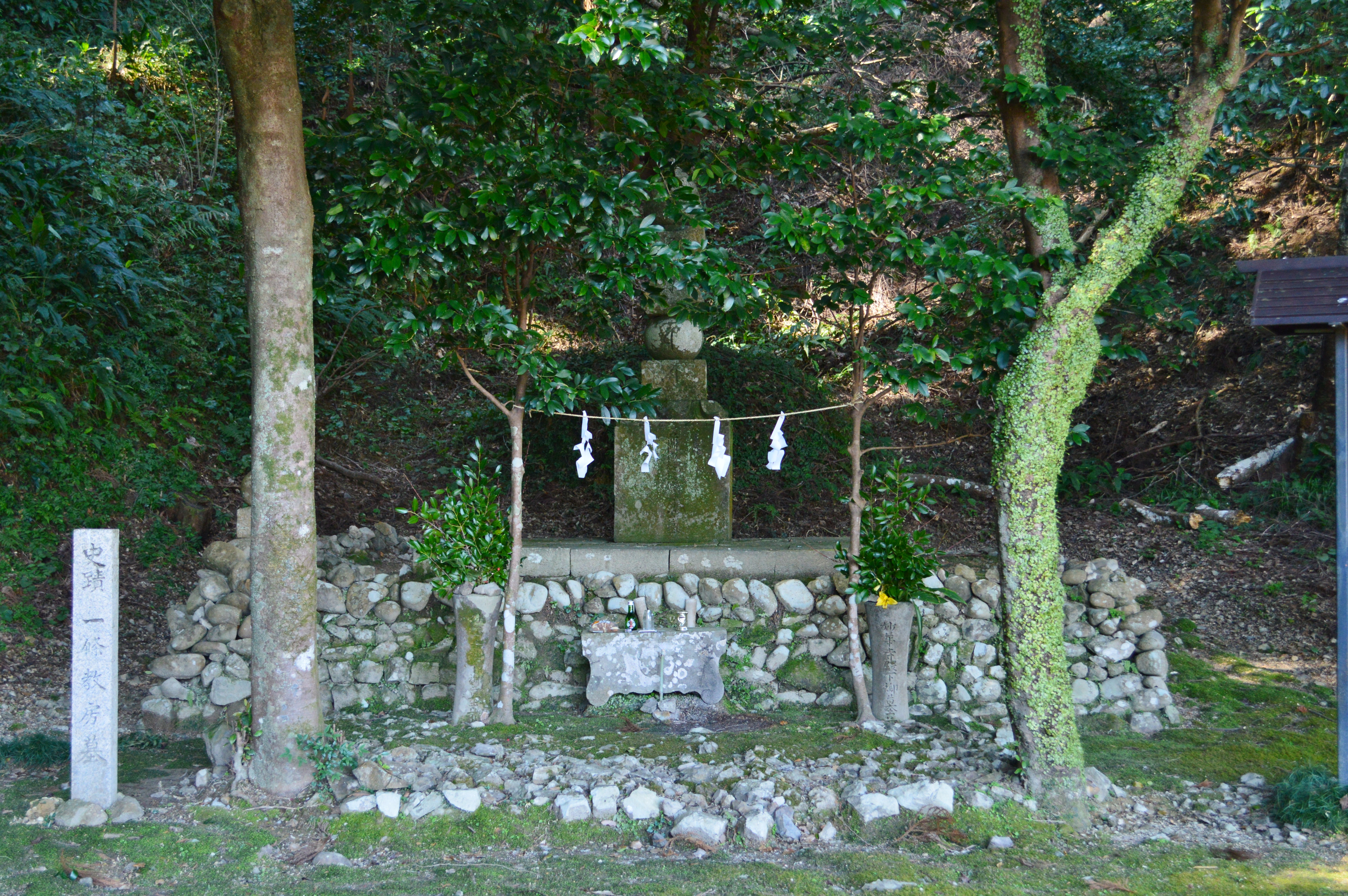
Tumba de Ichijō Norifusa en la prefectura de Kochi

Ingresó a la corte imperial en 1438 con el rango shōgoi inferior, pero promovido el mismo año al rango jushii superior, y nombrado gonchūnagon y promovido al rango jusanmi en 1439. En 1442 fue ascendido al rango shōsanmi y en 1444 nombrado gondainagon. Finalmente fue ascendido al rango junii en 1446 y shōnii en 1449.
En 1452 fue nombrado naidaijin, ascendido a udaijin en 1455 y por último a sadaijin en 1457. En 1458 fue nombrado kanpaku (regente) del Emperador Go-Hanazono hasta 1463. En 1459 fue promovido al rango juichii.
Debido a la Guerra Ōnin que estalló en Kioto en 1467, Norifusa huyó junto con su padre Kaneyoshi a la ciudad de Nara, pero luego se trasladó solo a la provincia de Tosa y vivió por un tiempo hasta que Kaneyoshi regresó a Kioto en 1477, cuando la guerra terminó. Norifusa fallecería tres años después.
Tuvo dos hijos: Ichijō Masafusa, quien sería el sucesor de la familia Ichijō pero falleció en combate durante la guerra civil en 1469, obligando a Norifusa ceder el liderazgo de la familia a su hermano biológico el regente Ichijō Fuyuyoshi; e Ichijō Fusaie, quien nació en el exilio de Norifusa en la provincia de Tosa, y eventualmente este se quedaría luego del regreso de su padre a la capital. Fusaie formaría un nuevo clan de daimio (señores feudales) en dicha provincia, el clan Tosa-Ichijō (aunque Norifusa se considera como fundador del clan).